# Armégrupp Don
Armégrupp Don bildades den 21 november 1942 som ett svar på den sovjetiska inneslutningen av 6. Armee i Stalingrad, Operation Uranus. Erich von Manstein beordrades ta kontroll över de tyska och deras allierades styrkor i Donområdet och bilda Armégrupp Don med hjälp av staben från hans tidigare befäl i Leningradområdet 11. Armee. I februari 1943 slogs armégrupp B och armégrupp Don samman till den nya armégrupp Süd.

## Organisation
Armégruppens organisation i december 1942:
- XVII. Armeekorps
- 3:e Rumänska armén
- 6. Armee
- 4. Panzerarmee

## Befälhavare
Armégruppens chef:
- Generalfeldmarschall Erich von Manstein

Armégruppens stabschef:
- Generalmajor Friedrich Schulz

Armégruppens första operationsofficer:
- Generalmajor Theodor Busse